# Teoría de operadores
En matemáticas, la teoría de operadores es el estudio de las aplicaciones lineales sobre espacios funcionales, comenzando con un operador diferencial y un operador integral. Los operadores se pueden presentar de forma abstracta por sus características, como operador lineal acotado u operador cerrado, y también se efectuan consideraciones sobre las aplicaciones no lineales. El estudio, que depende en gran medida de la topología de los espacios de funciones, es una rama del análisis funcional.
Si una colección de operadores forma un álgebra sobre un cuerpo, entonces es un álgebra de operadores. La descripción de álgebras de operadores es parte de la teoría de operadores.

## Teoría del operador único
La teoría del operador único se ocupa de las propiedades y la clasificación de los operadores, considerados uno cada vez. Por ejemplo, la clasificación de operadores normales en términos de su espectro entra en esta categoría.

### Espectro de operadores
El teorema espectral es cualquiera de una serie de resultados sobre aplicaciones lineales o sobre matrices. En términos generales, el teorema espectral proporciona condiciones bajo las cuales un operador o una matriz pueden ser diagonalizados (es decir, representados como una matriz diagonal de alguna manera). Este concepto de diagonalización es relativamente sencillo para operadores en espacios de dimensión finita, pero requiere algunas modificaciones para operadores en espacios de dimensión infinita. En general, el teorema espectral identifica una clase de aplicaciones lineales que pueden ser modeladas por los operadores multiplicación, que son tan simples como se puede esperar encontrar. En un lenguaje más abstracto, el teorema espectral es una declaración sobre C*-álgebras conmutativas. Véase también el artículo sobre teoría espectral para una perspectiva histórica.
Ejemplos de operadores a los que se aplica el teorema espectral son los operadores autoadjuntos o, más generalmente, los operadores normales sobre espacios de Hilbert.
El teorema espectral también proporciona una descomposición canónica, denominada descomposición espectral, descomposición de valores propios, o descomposición por autovalores, del espacio vectorial subyacente sobre el que actúa el operador.

#### Operadores normales
Un operador normal sobre un espacio de Hilbert complejo H es una aplicación lineal continua N : H → H que conmuta con su operador adjunto N* , es decir: NN* = N*N.
Los operadores normales son importantes porque cumplen el teorema de descomposición espectral. Son entidades bien estudiadas, y existen numerosos ejemplos, como:
- El operador unitario: N* = N−1
- Los operadores hermíticos (es decir, operadores autoadjuntos: N* = N; también, operadores anti-autoadjuntos: N* = −N)
- El elemento positivo: N = MM*
- Las matrices normales pueden verse como operadores normales si se toma el espacio de Hilbert como Cn.

El teorema espectral se extiende a una clase más general de matrices. Sea A un operador en un espacio de producto interno de dimensión finita. Se dice que A es normal si A* A = A A*. Se puede demostrar que A es normal si y solo si es unitariamente diagonalizable: Por la factorización de Schur, se tiene que A = U T U*, donde U es unitaria y triangular superior en T.
Como A es normal, T T* = T* T. Por lo tanto, T debe ser diagonal, ya que las matrices triangulares superiores normales son diagonales. Lo contrario es obvio.
En otras palabras, A es normal si y solo si existe una matriz unitaria U tal que
{\displaystyle A=UDU^{*}}
donde D es una matriz diagonal. Entonces, las entradas de la diagonal de D son los autovalores de A. Los vectores columna de U son los vectores propios de A y son ortonormales. A diferencia del caso hermítico, los elementos de D no necesitan ser reales.

### Descomposición polar
La descomposición polar de cualquier operador lineal acotado A entre espacios de Hilbert complejos es una factorización canónica como el producto de una isometría parcial y un operador no negativo.
La descomposición polar de matrices se generaliza de la siguiente manera: si A es un operador lineal acotado, entonces hay una factorización única de A como un producto A = UP donde U  es una isometría parcial, P es un operador autoadjunto no negativo y el espacio inicial de U es el cierre del rango de P.
El operador U debe ser tan solo una isometría parcial, en lugar de unitaria, debido a los siguientes problemas. Si A es el cambio unilateral en l2(N), entonces |A| = (A*A) 1/2 = I. Entonces si A = U |A|, U debe ser A, que no es unitario.
La existencia de una descomposición polar es consecuencia del lema de Douglas:
| Lema: Si A y B son operadores acotados en un espacio de Hilbert H, y A*A ≤ B*B, entonces existe una contracción C tal que A = CB. Además, C es único si Núcleo(B*) ⊂ Núcleo(C). |

El operador C puede ser definido por C(Bh)= Ah, extendido por continuidad hasta el cierre de Ran(B), y por cero en el complemento ortogonal de Ran(B). El operador C está bien definido, ya que A*A ≤ B*B implica que Núcleo(B) ⊂ Núcleo(A). Luego se cumple el lema.
En particular, si A*A= B*B, entonces C es una isometría parcial, que es única si Núcleo(B*) ⊂ Núcleo(C).
En general, para cualquier operador acotado A,
{\displaystyle A^{*}A=(A^{*}A)^{\frac {1}{2}}(A^{*}A)^{\frac {1}{2}},}
donde (A*A)1/2 es la única raíz cuadrada positiva de A*A dada por el cálculo funcional habitual. Así que por el lema, se tiene que
{\displaystyle A=U(A^{*}A)^{\frac {1}{2}}}
para alguna isometría parcial U, que es única si Núcleo(A) ⊂ Núcleo(U). Obsérvese que Núcleo(A)= Núcleo(A*A)= Núcleo(B)= Núcleo(B*), donde B= B*= (A*A)1/2. Tómese ahora P como (A*A)1/2, y entonces se obtiene la descomposición polar A = UP. Obsérvese que se puede usar un argumento análogo para demostrar que A = P'U' , donde P'  es positivo y U'  es una isometría parcial.
Cuando H es de dimensión finita, U puede extenderse a un operador unitario; esto no es cierto en general (véase el ejemplo anterior). Alternativamente, la descomposición polar se puede mostrar utilizando la versión del operador para la descomposición en valores singulares.
Por las propiedades del cálculo funcional continuo, |A| está en la C*-álgebra generada por A. Una declaración similar pero más débil vale para la isometría parcial: la parte polar U está en el álgebra de von Neumann generada por A. Si A es invertible, U también estará en el C*-álgebra generada por A.

### Conexión con análisis complejo
Muchos operadores que se estudian son operadores en espacios de Hilbert de funciones holomorfas, y el estudio
del operador está íntimamente ligado a las cuestiones de la teoría de funciones.
Por ejemplo, el teorema de Beurling describe los subespacios invariantes del cambio unilateral en términos de funciones internas, que son funciones holomorfas acotadas en el disco unitario con valores límite unimodulares en casi todas partes del círculo. Beurling interpretó el cambio unilateral como una multiplicación por la variable independiente en el espacio de Hardy. El éxito en el estudio de los operadores de multiplicación y, más generalmente, en los operadores de Toeplit (que son multiplicaciones seguidas de proyección en el espacio de Hardy) ha inspirado el estudio de preguntas similares en otros espacios, como el espacio de Bergman.

## Álgebras de operadores
La teoría del álgebra de operadores pone de relieve las álgebras de operadores como C*-álgebras.

### C*-álgebras
Una C*-álgebra, A, es un álgebra de Banach sobre el campo de los números complejos, junto con un map * : A → A. Se escribe x* para la imagen de un elemento x de A. El mapa * tiene las siguientes propiedades:
- Es una involución, por cada x en A {\displaystyle x^{**}=(x^{*})^{*}=x}
- Para todo x, y en A: {\displaystyle (x+y)^{*}=x^{*}+y^{*}} {\displaystyle (xy)^{*}=y^{*}x^{*}}
- Para cada λ en C y cada x en A: {\displaystyle (\lambda x)^{*}={\overline {\lambda }}x^{*}.}
- Para todo x en A: {\displaystyle \|x^{*}x\|=\left\|x\right\|\left\|x^{*}\right\|.}

Observación: las primeras tres identidades dicen que A es un *-álgebra. La última identidad se llama la identidad C* y es equivalente a:
{\displaystyle \|xx^{*}\|=\|x\|^{2},}
La identidad C* es un requisito muy fuerte. Por ejemplo, junto con la fórmula del radio espectral, implica que la norma C* está determinada únicamente por la estructura algebraica:
|  | {\displaystyle \\|x\\|^{2}=\\|x^{*}x\\|=\sup\{\|\lambda \|:x^{*}x-\lambda \,1{\text{ no es invertible}}\}.} |

## Lecturas relacionadas
- Conway, J. B.: Un curso de análisis funcional, 2ª edición, Springer-Verlag, 1994, ISBN 0-387-97245-5
- Yoshino, Takashi (1993). Introduction to Operator Theory. Chapman and Hall/CRC. ISBN 978-0582237438.